# Oscar Von Pfuhl
Oscar Von Pfuhl foi um médico e dramaturgo, morava na cidade de Santos, São Paulo. Foi casado com Gilberta Autran Von Pfuhl, irmã de Paulo Autran e Oscar escreveu inúmeros textos teatrais e teve muito destaque nos anos 60 pela qualidade e inovação de suas peças para teatro infantil.

## Alguns textos
- "A Máscara do Minotauro",
- "A Árvore que Andava", Encenada no Teatro Oficina sob direção de Plinio Marcos
- "Verinha e o Lobo" ou "Um Lobo na Cartola", encenada pelo Teatro de Grupo no Teatro Aliança Francesa de São Paulo, sob direção de Roberto Vignati.
- "O Circo de Bonecos",  encenada pelo Teatro de Grupo no Teatro Aliança Francesa de São Paulo, sob direção de Roberto Vignati.
- "Romão e Julinha".encenada pelo Teatro de Grupo no Teatro Aliança Francesa de São Paulo, sob direção de Roberto Aschar.
- Dom Quixote Mula Manca

Todos encenados pelo Teatro de Grupo no Teatro Aliança Francesa de São Paulo.